# Joanie Bartels
Joan Constance „Joanie” Bartels (ur. 21 maja 1953 w Dorchester) – amerykańska piosenkarka i aktorka.

## Albumy
- 1980 – Magic Sillytime
- 1985 – Magic Lullaby
- 1986 – Magic Morning
- 1987 – Magic Lullaby 2
- 1988 – Magic Travelin
- 1990 – Magic Bathtime
- 1990 – Christmas Magic
- 1991 – Magic Dancin
- 1993 – Jump for Joy: Joanie w Jukebox Cafe
- 1996 – (Adventures with) Friends and Family
- 2001 – Put Your Dancing Shoes On
- 2002 – Angels of Deceber with Thom Rotella
- 2002 – Dreamland
- 2005 – Jazzy on iTunes only

## Dyskografia
- Animal Crackers in My Soup
- Dinosaur Rock ‘n’ Roll
- Golden Slumbers/Rock-A-Bye Baby
- Good Day Sunshine
- Goodnight My Someone
- Head, Shoulders, Knees, and Toes
- Hush-A-Bye, Don’t You Cry
- Hush Little Baby
- Sillie Pie
- Twinkle, Twinkle, Little Star
- Rhythm of The Rain